# Kanada az 1984. évi téli olimpiai játékokon
Kanada a jugoszláviai Szarajevóban megrendezett 1984. évi téli olimpiai játékok egyik részt vevő nemzete volt. Az országot az olimpián 8 sportágban 67 sportoló képviselte, akik összesen 4 érmet szereztek.

## Érmesek
| Érem  | Versenyző      | Sportág        | Versenyszám  |
| ----- | -------------- | -------------- | ------------ |
| Arany | Gaétan Boucher | Gyorskorcsolya | Férfi 1000 m |
| Arany | Gaétan Boucher | Gyorskorcsolya | Férfi 1500 m |
| Ezüst | Brian Orser    | Műkorcsolya    | Férfi egyéni |
| Bronz | Gaétan Boucher | Gyorskorcsolya | Férfi 500 m  |

## Alpesisí
Férfi
| Versenyző       | Versenyszám      | 1. futam      | 1. futam      | 2. futam | 2. futam | Összesítés | Összesítés |
| Versenyző       | Versenyszám      | Idő           | Hely.         | Idő      | Hely.    | Idő        | Helyezés   |
| --------------- | ---------------- | ------------- | ------------- | -------- | -------- | ---------- | ---------- |
| Gary Athans     | Lesiklás         |               |               |          |          | 1:48,79    | 26.        |
| Todd Brooker    | Lesiklás         |               |               |          |          | 1:46,64    | 9.         |
| Steve Podborski | Lesiklás         |               |               |          |          | 1:46,59    | 8.         |
| Jim Read        | Óriás-műlesiklás | 1:24,31       | 22.           | 1:24,87  | 25.      | 2:49,18    | 24.        |
| Michael Tommy   | Műlesiklás       | nem ért célba | nem ért célba | kiesett  | kiesett  | kiesett    | kiesett    |

Női
| Versenyző       | Versenyszám      | 1. futam      | 1. futam      | 2. futam | 2. futam | Összesítés | Összesítés |
| Versenyző       | Versenyszám      | Idő           | Hely.         | Idő      | Hely.    | Idő        | Helyezés   |
| --------------- | ---------------- | ------------- | ------------- | -------- | -------- | ---------- | ---------- |
| Andrea Bédard   | Műlesiklás       | nem ért célba | nem ért célba | kiesett  | kiesett  | kiesett    | kiesett    |
| Andrea Bédard   | Óriás-műlesiklás | 1:12,03       | 26.           | kizárták | kizárták | kiesett    | kiesett    |
| Laurie Graham   | Lesiklás         |               |               |          |          | 1:14,92    | 11.        |
| Laurie Graham   | Óriás-műlesiklás | 1:12,89       | 38.           | 1:15,53  | 33.      | 2:28,42    | 33.        |
| Diana Haight    | Óriás-műlesiklás | 1:11,27       | 18.           | 1:13,39  | 16.      | 2:24,66    | 17.        |
| Liisa Savijarvi | Lesiklás         |               |               |          |          | 1:15,32    | 18.        |
| Liisa Savijarvi | Óriás-műlesiklás | 1:10,31       | 9.            | 1:12,42  | 6.       | 2:22,73    | 9.         |
| Gerry Sorensen  | Lesiklás         |               |               |          |          | 1:14,30    | 6.*        |
| Karen Stemmle   | Lesiklás         |               |               |          |          | 1:15,64    | 22.        |

* - egy másik versenyzővel azonos eredményt ért el

## Bob
| Versenyző                                              | Versenyszám | 1. futam | 1. futam | 2. futam | 2. futam | 3. futam | 3. futam | 4. futam | 4. futam | Összesítés | Összesítés |
| Versenyző                                              | Versenyszám | Idő      | Hely.    | Idő      | Hely.    | Idő      | Hely.    | Idő      | Hely.    | Idő        | Helyezés   |
| ------------------------------------------------------ | ----------- | -------- | -------- | -------- | -------- | -------- | -------- | -------- | -------- | ---------- | ---------- |
| Alan MacLachlan Robert Wilson                          | Kettes      | 52,77    | 12.      | 53,04    | 14.      | 52,14    | 8.       | 52,79    | 17.      | 3:30,74    | 14.        |
| Alan MacLachlan Clarke Flynn Robert Wilson David Leuty | Négyes      | 51,48    | 20.      | 51,66    | 18.      | 51,55    | 16.      | 51,78    | 20.      | 3:26,47    | 18.        |

## Gyorskorcsolya
Férfi
| Versenyző        | Versenyszám | Eredmény | Helyezés |
| ---------------- | ----------- | -------- | -------- |
| Gaétan Boucher   | 500 m       | 38,39    |          |
| Gaétan Boucher   | 1000 m      | 1:15,80  |          |
| Gaétan Boucher   | 1500 m      | 1:58,36  |          |
| Ben Lamarche     | 5000 m      | 7:47,25  | 36.      |
| Jean Pichette    | 5000 m      | 7:50,39  | 38.      |
| Jacques Thibault | 500 m       | 39,12    | 15.      |
| Jacques Thibault | 1000 m      | 1:18,79  | 19.      |
| Daniel Turcotte  | 500 m       | 40,30    | 29.*     |

Női
| Versenyző       | Versenyszám | Eredmény | Helyezés |
| --------------- | ----------- | -------- | -------- |
| Sylvie Daigle   | 500 m       | 43,74    | 20.*     |
| Sylvie Daigle   | 1000 m      | 1:28,96  | 25.      |
| Sylvie Daigle   | 1500 m      | 2:15,50  | 22.      |
| Natalie Grenier | 1000 m      | 1:27,67  | 18.      |
| Natalie Grenier | 1500 m      | 2:14,72  | 21.      |
| Natalie Grenier | 3000 m      | 4:48,60  | 15.      |

* - egy másik versenyzővel azonos eredményt ért el

## Jégkorong
| Kanadai férfi jégkorongcsapat-játékoskeret                                                                                | Kanadai férfi jégkorongcsapat-játékoskeret                                                               | Kanadai férfi jégkorongcsapat-játékoskeret                                             |
| --- | --- | -------------------------------------------------------------------------------------- |
| - Warren Anderson - Robin Bartel - Russ Courtnall - Jean-Jacques Daigneault - Kevin Dineen - Dave Donnelly - Bruce Driver | - Darren Eliot - Pat Flatley - Dave Gagner - Mario Gosselin - Vaughn Karpan - Doug Lidster - Darren Lowe | - Kirk Muller - James Patrick - Craig Redmond - Dave Tippett - Carey Wilson - Dan Wood |

### Eredmények
B csoport
| Csapat           | M | Gy | D | V | G+ | G– | Gk  | P  |
| ---------------- | - | -- | - | - | -- | -- | --- | -- |
| Csehszlovákia    | 5 | 5  | 0 | 0 | 38 | 7  | +31 | 10 |
| Kanada           | 5 | 4  | 0 | 1 | 24 | 10 | +14 | 8  |
| Finnország       | 5 | 2  | 1 | 2 | 27 | 19 | +8  | 5  |
| Egyesült Államok | 5 | 1  | 2 | 2 | 16 | 17 | –1  | 4  |
| Ausztria         | 5 | 1  | 0 | 4 | 13 | 37 | –24 | 2  |
| Norvégia         | 5 | 0  | 1 | 4 | 15 | 43 | –28 | 1  |

| 1984. február 7. | Kanada (CAN) | 4 – 2 (2–1, 1–1, 1–0) | Egyesült Államok | Szarajevó |

|  |  |  |  |  |
|  |  |  |  |  |
|  |  |  |  |  |
|  |  |  |  |  |

| 1984. február 9. | Kanada (CAN) | 8 – 1 (2–0, 4–0, 2–1) | Ausztria | Szarajevó |

|  |  |  |  |  |
|  |  |  |  |  |
|  |  |  |  |  |
|  |  |  |  |  |

| 1984. február 11. | Kanada (CAN) | 4 – 2 (1–0, 0–2, 3–0) | Finnország | Szarajevó |

|  |  |  |  |  |
|  |  |  |  |  |
|  |  |  |  |  |
|  |  |  |  |  |

| 1984. február 13. | Kanada (CAN) | 8 – 1 (2–0, 3–0, 3–1) | Norvégia | Szarajevó |

|  |  |  |  |  |
|  |  |  |  |  |
|  |  |  |  |  |
|  |  |  |  |  |

| 1984. február 15. | Csehszlovákia (TCH) | 4 – 0 (1–0, 1–0, 2–0) | Kanada | Szarajevó |

|  |  |  |  |  |
|  |  |  |  |  |
|  |  |  |  |  |
|  |  |  |  |  |

Négyes döntő
A táblázat tartalmazza
- az A csoportban lejátszott Szovjetunió – Svédország 10–1-es,
- a B csoportban lejátszott Csehszlovákia – Kanada 4–0-s eredményt is.

| 1984. február 17. | Szovjetunió (URS) | 4 – 0 (0–0, 2–0, 2–0) | Kanada | Szarajevó |

|  |  |  |  |  |
|  |  |  |  |  |
|  |  |  |  |  |
|  |  |  |  |  |

| 1984. február 19. | Svédország (SWE) | 2 – 0 (0–0, 1–0, 1–0) | Kanada | Szarajevó |

|  |  |  |  |  |
|  |  |  |  |  |
|  |  |  |  |  |
|  |  |  |  |  |

Végeredmény
| Csapat        | M | Gy | D | V | G+ | G– | Gk  | P |
| ------------- | - | -- | - | - | -- | -- | --- | - |
| Szovjetunió   | 3 | 3  | 0 | 0 | 16 | 1  | +15 | 6 |
| Csehszlovákia | 3 | 2  | 0 | 1 | 6  | 2  | +4  | 4 |
| Svédország    | 3 | 1  | 0 | 2 | 3  | 12 | –9  | 2 |
| Kanada        | 3 | 0  | 0 | 3 | 0  | 10 | –10 | 0 |

| Csapat | Helyezés |
| ------ | -------- |
| Kanada | 4.       |

## Műkorcsolya
| Versenyző                        | Versenyszám  | Kötelező elemek   | Kötelező elemek | Kötelező elemek | Rövid program     | Rövid program | Rövid program | Kűr               | Kűr   | Kűr         | Összesítés         | Összesítés |
| Versenyző                        | Versenyszám  | Több. hely. száma | Hely.           | Hely. pont.     | Több. hely. száma | Hely.         | Hely. pont.   | Több. hely. száma | Hely. | Hely. pont. | Helyezési pontszám | Helyezés   |
| -------------------------------- | ------------ | ----------------- | --------------- | --------------- | ----------------- | ------------- | ------------- | ----------------- | ----- | ----------- | ------------------ | ---------- |
| Brian Orser                      | Férfi egyéni | 6×7+              | 7.              | 4,2             | 6×1+              | 1.            | 0,4           | 8×1+              | 1.    | 1,0         | 5,6                |            |
| Gary Beacom                      | Férfi egyéni | 5×10+             | 10.             | 6,0             | 6×11+             | 11.           | 4,4           | 5×11+             | 11.   | 11,0        | 21,4               | 11.        |
| Jaimee Eggleton                  | Férfi egyéni | 7×20+             | 20.             | 12,0            | 5×19+             | 19.           | 7,6           | 8×20+             | 19.   | 19,0        | 38,6               | 20.        |
| Kay Thomson                      | Női egyéni   | 6×9+              | 10.             | 6,0             | 7×12+             | 12.           | 4,8           | 8×10+             | 10.   | 10,0        | 20,8               | 12.        |
| Elizabeth Manley                 | Női egyéni   | 6×16+             | 16.             | 9,6             | 6×7+              | 7.            | 2,8           | 6×13+             | 13.   | 13,0        | 25,4               | 13.        |
| Barbara Underhill Paul Martini   | Páros        |                   |                 |                 | 7×6+              | 6.            | 2,4           | 8×7+              | 7.    | 7,0         | 9,4                | 7.         |
| Katherina Matousek Lloyd Eisler  | Páros        |                   |                 |                 | 5×9+              | 9.            | 3,6           | 6×8+              | 8.    | 8,0         | 11,6               | 8.         |
| Melinda Kunhegyi Lyndon Johnston | Páros        |                   |                 |                 | 5×12+             | 13.           | 5,2           | 9×12+             | 12.   | 12,0        | 17,2               | 12.        |

| Versenyző                 | Versenyszám | Kötelező tánc     | Kötelező tánc | Kötelező tánc | Eredeti (original) tánc | Eredeti (original) tánc | Eredeti (original) tánc | Kűr               | Kűr   | Kűr         | Összesítés         | Összesítés |
| Versenyző                 | Versenyszám | Több. hely. száma | Hely.         | Hely. pont.   | Több. hely. száma       | Hely.                   | Hely. pont.             | Több. hely. száma | Hely. | Hely. pont. | Helyezési pontszám | Helyezés   |
| ------------------------- | ----------- | ----------------- | ------------- | ------------- | ----------------------- | ----------------------- | ----------------------- | ----------------- | ----- | ----------- | ------------------ | ---------- |
| Tracy Wilson Rob McCall   | Jégtánc     | 5×7+              | 7.            | 4,2           | 6×8+                    | 8.                      | 3,2                     | 7×8+              | 8.    | 8,0         | 15,4               | 8.         |
| Kelly Johnson John Thomas | Jégtánc     | 5×11+             | 11.           | 6,6           | 5×13+                   | 13.                     | 5,2                     | 6×12+             | 12.   | 12,0        | 23,8               | 12.        |

## Sífutás
Férfi
| Versenyző     | Versenyszám | Eredmény  | Helyezés |
| ------------- | ----------- | --------- | -------- |
| Pierre Harvey | 15 km       | 43:36,4   | 21.      |
| Pierre Harvey | 30 km       | 1:33:44,4 | 21.*     |
| Pierre Harvey | 50 km       | 2:25:04,1 | 20.      |

Női
| Versenyző             | Versenyszám | Eredmény      | Helyezés      |
| --------------------- | ----------- | ------------- | ------------- |
| Angela Schmidt-Foster | 5 km        | 19:30,1       | 39.           |
| Angela Schmidt-Foster | 10 km       | 35:35,0       | 36.           |
| Angela Schmidt-Foster | 20 km       | nem ért célba | nem ért célba |
| Sharon Firth          | 5 km        | 18:37,5       | 29.           |
| Sharon Firth          | 10 km       | 34:47,0       | 29.           |
| Sharon Firth          | 20 km       | 1:06:31,0     | 21.           |
| Shirley Firth         | 5 km        | 18:32,3       | 28.           |
| Shirley Firth         | 10 km       | 34:31,3       | 22.           |
| Shirley Firth         | 20 km       | 1:07:02,5     | 25.           |

## Síugrás
| Versenyző     | Versenyszám | 1. ugrás | 1. ugrás | 2. ugrás | 2. ugrás | Összesítés | Összesítés |
| Versenyző     | Versenyszám | Pont     | Hely.    | Pont     | Hely.    | Pont       | Helyezés   |
| ------------- | ----------- | -------- | -------- | -------- | -------- | ---------- | ---------- |
| David Brown   | Normálsánc  | 70,6     | 55.      | 83,2     | 40.*     | 153,8      | 51.        |
| David Brown   | Nagysánc    | 57,1     | 48.      | 64,5     | 46.      | 121,6      | 47.        |
| Horst Bulau   | Normálsánc  | 82,6     | 42.      | 86,8     | 34.*     | 169,4      | 38.        |
| Horst Bulau   | Nagysánc    | 94,6     | 14.      | 93,7     | 8.       | 188,3      | 10.        |
| Steve Collins | Normálsánc  | 92,0     | 27.      | 92,8     | 27.      | 184,8      | 25.        |
| Steve Collins | Nagysánc    | 89,8     | 20.      | 66,6     | 45.      | 156,4      | 36.        |
| Ron Richards  | Normálsánc  | 85,6     | 39.      | 95,3     | 23.      | 180,9      | 29.        |
| Ron Richards  | Nagysánc    | 79,3     | 34.      | 93,6     | 9.       | 172,9      | 25.        |

* - egy másik versenyzővel azonos eredményt ért el

## Szánkó
| Versenyző    | Versenyszám | 1. futam | 1. futam | 2. futam | 2. futam | 3. futam | 3. futam | 4. futam | 4. futam | Összesítés | Összesítés |
| Versenyző    | Versenyszám | Idő      | Hely.    | Idő      | Hely.    | Idő      | Hely.    | Idő      | Hely.    | Idő        | Helyezés   |
| ------------ | ----------- | -------- | -------- | -------- | -------- | -------- | -------- | -------- | -------- | ---------- | ---------- |
| Carole Keyes | Női egyes   | 45,461   | 26.      | 49,089   | 26.      | 44,715   | 22.      | 44,158   | 22.      | 3:03,423   | 24.        |
| Susan Rossi  | Női egyes   | 45,040   | 24.      | 43,893   | 22.      | 45,964   | 25.      | 43,766   | 21.      | 2:58,663   | 22.        |